# پریش لافایت (لوئیزیانا)
شهرستان لافایت، لوئیزیانا (به انگلیسی: Lafayette Parish, Louisiana) یک سکونتگاه مسکونی در ایالات متحده آمریکا است که در لوئیزیانا واقع شده‌است.

## خصوصیات
شهرستان لافایت ۷۰۰ کیلومترمربع مساحت دارد.